# توماس سكوت (محامي)
توماس سكوت (بالإنجليزية: Thomas E. Scott, Jr.)‏ هو قاضي ومحامي أمريكي، ولد في 27 أبريل 1948 في بيتسبرغ في الولايات المتحدة.